# 菊池真一
菊池 真一（きくち・しんいち、1909年3月15日 - 1997年2月15日）は、応用化学・物理化学・電気化学、特に写真化学の化学者である。東京写真大学（東京工芸大学）の学長として著名なほか、写真界において天然色写真の研究者（日本写真協会会長）、またフランス語学者として「仏和理工学辞典」の編纂に携わり、日仏理工科会の功労者・日仏工業技術会設立者（1954年設立）としても著名であり、新制の「東京工芸大学」の工学部と短期大学部の綜合化と同学部の芸術学部化の発展功労者でもある。

## 経歴
愛媛県出身。暁星中学校・高等学校卒、アテネ・フランセ卒。東京帝国大学工学部応用化学科を1933年卒。東京帝国大学大学院工学研究科応用化学専攻修士課程を1936年卒。パリ大学（理工学部大学院）にフランス政府国費留学生として留学。工学博士号取得。1936年東京帝国大学講師に就任。1942年同助教授に就任。1948年東京大学教授に就任。東京大学第二工学部（現東京大学生産技術研究所）教授を経て、1967-1968年東京大学生産技術研究所長。この間、1957年から1959年までパリ日本館館長を務めた。東京写真大学理事長の春木栄の依頼で1970年に東京写真大学に招聘。1970-1986年の間東京写真大学及び同校の改称に関わり東京工芸大学の双方の学長として同校の発展に尽力。最期の研究は、ジアゾ色素による天然色画像の研究。なお同氏の洗礼名は、アッシジのフランチェスコ。ローマカトリック駒込教会総代表。1997年、東京で死去。元フランス/パリ日本文化会館館長。
1969年レジオンドヌール勲章オフィシエ受章、1981年勲二等瑞宝章受章。

## 著作
- 写真材料の超増感の研究(日本写真学会誌1945.10)
- 沃化銀コロジオン湿板の感光機構(日本化学会誌1949.70号)
- 谷忠昭, 中井恭子, 本多健一, 菊池真一「シアニン系感光色素のポーラログラフ半波電位と電子エネルギー準位」『電気化学および工業物理化学』第34巻第2号、電気化学会、1966年2月、149-151頁、doi:10.5796/kogyobutsurikagaku.34.149、ISSN 13443542。
- Caluculation of the electronic energy levels of various photographic sensitizing and desensitizing dyes in emulsions(Photogaphic science and engineering 1967. 11)
- キサンテン系色素の酸化亜鉛への吸着(工業化学雑誌1967.70)
- On the mecanism of photographic development-the effect of benzotriaxoles(The journal of photogaphic science 1979.27(5))
- 写真化学(共立全書) (第4版) 共立出版 1993
- 印写工学 第4巻(印写システム設計論) 共立出版 1971